# 狼の唄
『狼の唄』（おおかみのうた、Wolf Song）は、ヴィクター・フレミング監督、 ゲイリー・クーパーとルーペ・ヴェレスの主演により、アメリカ合衆国で1929年に制作されたサイレントの西部劇恋愛映画。
ハーヴェイ・ファーガソンによる小説が原作となっている。
この映画はサイレント映画としても上映されたが、ヴァイタフォン方式による音声も用意され、映画に合わせて演奏されることが意図されたスコア（総譜）や効果音も盛り込まれ、さらに画面に合わせた歌の場面もあった。プレコード期の映画作品であり、ゲイリー・クーパーが全裸同然で川で髭を剃り、洗い物をする場面がある

## あらすじ
セントルイスの酒場で、毛皮とりの猟師ガリオン、サッチャーと意気投合した青年サム・ラッシュは、彼らと行動を共にしてロッキー山脈へ向かう。やがて、彼らはメキシコ領にあるタオスの町へ赴くが、そこでサムは地元の有力者サラサール家の令嬢ローラと出合い、一目惚れしたふたりは、アメリカ合衆国領のフォート・ベントへ駆け落ちする。ところが、放浪生活が見に染み付いたサムは、立ち去っていくガリオンとサッチャーをいったんは見送ったものの、ローラへの愛と、馴染んだ放浪生活の間で引き裂かれて苦悩する。

## キャスト

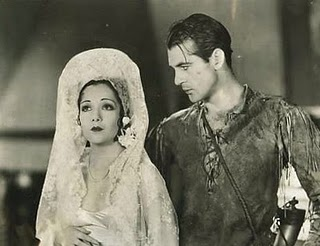
ルーペ・ヴェレスとゲイリー・クーパー。

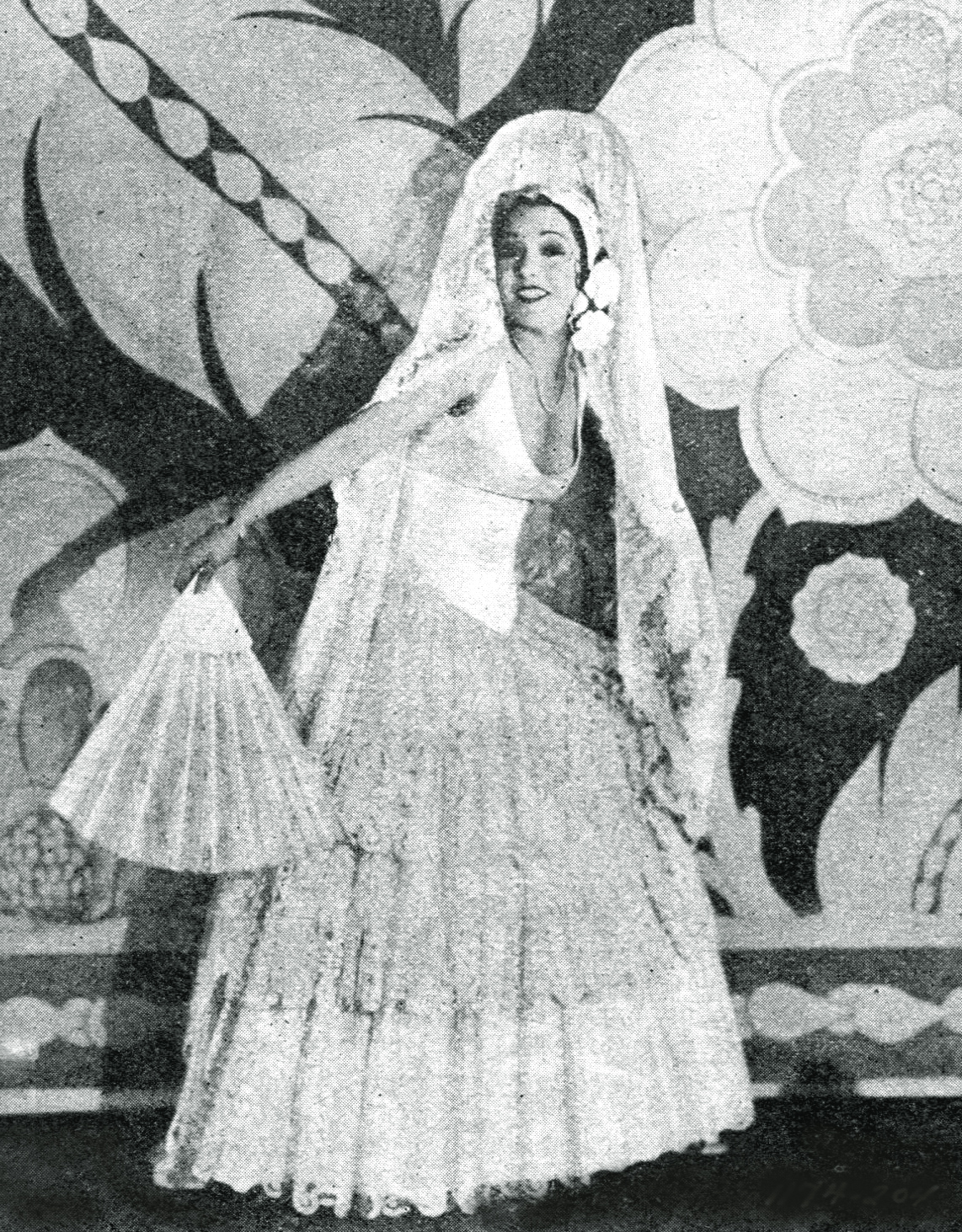
ルーペ・ヴェレス

- ゲイリー・クーパー - サム・ラッシュ (Sam Lash)
- ルーペ・ヴェレス - ローラ・サラサール (Lola Salazar)
- ルイス・ウォルハイム - ガリオン (Gullion)
- コンスタンティン・ロマノフ (Constantine Romanoff) - ルーベ・サッチャー (Rube Thatcher)
- マイケル・ヴァヴィッチ（英語版） - ドン・ソロモン・サラサール (Don Solomon Salazar)
- アン・ブロディ（英語版） - ドゥエナ (Duenna)
- ラス・コロンボ（英語版） - アンブロシオ・ギテレス (Ambrosio Guiterrez)
- アウグスティナ・ロペス（英語版） - ルイーサ (Louisa)
- ジョージ・リーガス（英語版） - ブラック・ウルフ (Black Wolf)
- レオーネ・レイン（英語版） - 踊り場の女 (Dance hall girl)
- ガイ・オリヴァー（英語版）（クレジットなし）[2]

## サウンドトラック
- "Love Take My Heart" (Arthur J. Lamb and A. Teres)
- "Mi Amado" (Harry Warren, Sam Lewis, and Joe Young)
- "Yo Te Amo Means I Love You" (Richard A. Whiting and  Al Bryan)[6]